# شانسون د آنتیوش
منظومه انطاکیه که با عنوان شانْسون دِ آنْتیوش (Chanson d'Antioche) شناخته می‌شود، مشتمل بر ۹ هزار بیت به‌صورت الکساندرین، منظومه اشعاری حماسی به‌زبان فرانسه است که در رابطه با نخستین جنگ صلیبی است که اطلاعات تاریخی معتبر و ارزشمندی در رابطه با این حادثه دربردارد. براساس تنها نسخه‌ای که از این منظومه باقی مانده، این اثر در ربع قرن ۱۲ میلادی سروده شده و منسوب به شخصی به نام گریندر د دوئال است. براساس سطر ۹ هزار و چهارده این منظومه، وی مدعی است که منظومه را از شاهدی عینی به نام ریچارد زائر که از جنگجویان لشکر رابرت کنت فلاندرز بود، به دست آورده‌است. این منظومه با دیگر منظومه‌های این سیکل، یعنی منظومه ناچیزان و منظومه اورشلیم ــ که آثاری شگفت‌انگیز و خیالی هستند ــ متفاوت است. همچنین این منظومه، شامل ۹ یا هزار سطر (بیت) شعر حماسی و مشتمل بر حوادث و رویدادهای مرتبط با نخستین جنگ صلیبی است.

## پیش‌زمینه تاریخی
نخستین جنگ صلیبی، نخستین جنگ از سری جنگ‌های صلیبی بود که برای بازپس‌گیری سرزمین مقدس روی داد و به‌وسیلهٔ پاپ اوربان دوم در جریان شورای کلرمونت، در سال ۱۰۹۵ م، اعلان شد. پس از آنکه بسیاری از مناطق تحت کنترل بیزانس در آناتولی به دست ترکان سلجوقی تسخیر شد، پاپ درخواست کرد اردویی نظامی برای یاری امپراتوری بیزانس گسیل شود. نتیجهٔ اردوکشیِ اشرافِ بلندپایهٔ فرانسوی — که با نام جنگ صلیبی شاهزادگان شناخته می‌شود — منجر به تسخیر دوبارهٔ آناتولی و حتی سرزمین مقدس (شام) شد که از ابتدای سدهٔ هفتم میلادی و در زمان گسترش اسلام به دست مسلمانان افتاده‌بود. سرزمین مقدس در ژوئیهٔ ۱۰۹۹ م، در جریان بازپس‌گیری اورشلیم به دست صلیبیون افتاد و پادشاهی اورشلیم در آن برپا شد.
این اردوکشی در پاسخ به درخواست کمک نظامی از سوی آلکسیوس یکم، امپراتور بیزانس به وقوع پیوست. اوربان، سخنرانی‌اش را در شورای کلرمونت به تصمیم‌گیری در مورد این موضوع خاص اختصاص داد و پیشنهاد محاصرهٔ جنگی شهرهای نیقیه و انطاکیه را مطرح کرد که به تازگی اشغال شده‌بودند؛ اگرچه، طبق اظهارات شاهدان عینی که پس از سال ۱۱۰۰ م به‌نگارش درآمده‌است، پاپ در سخنرانی‌اش در کلرمونت از اورشلیم و سرزمین مقدس به عنوان هدفی فرعی یاد کرده‌بود.
جنگ صلیبی موفقیت‌آمیز شاهزادگان پس از جنگ صلیبی عوام‌الناس به وقوع پیوست. جنگ صلیبی عوام‌الناس یکی از جنگ‌های صلیبی مشهور به‌شمار می‌رود که به دعوت پیتر راهب در بهار ۱۰۹۶ م شروع شده‌بود. حرکت او علیه ترکان در آناتولی بود، ولی در مسیرش در راینلند به مردم یهودی حمله کرد. او و مردم صلیبی پیروش، سرانجام در ماه اکتبر از ترکان به سختی شکست خوردند.
جنگ صلیبی شاهزادگان که در مقایسه از سازماندهی نظامی و جنگی بسیار بهتری برخوردار بود، در اواخر تابستان ۱۰۹۶ م آغاز شد و سپاه آنان در میانهٔ نوامبر ۱۰۹۶ تا آوریل ۱۰۹۷ م به قسطنطنیه رسید. آن‌ها به آناتولی یورش برده و نیقیه را در ژوئن ۱۰۹۶ و انطاکیه را در ۱۰۹۷ م تسخیر کردند. صلیبیون در ژوئن ۱۰۹۹ م به اورشلیم رسیدند و در جریان حمله‌ای در ۷ ژوئیهٔ ۱۰۹۹ م، شهر را به کنترل خود درآوردند و مدافعان را قتل‌عام کردند. تلاش کوچک فاطمیان برای بازپس‌گیری اورشلیم، توسط صلیبیون در نبرد اشکلون دفع شد.
آن‌ها هم‌زمان با پیروزی‌هایشان، دولت‌هایی لاتین و صلیبی مانند پادشاهی اورشلیم، کنت‌نشین طرابلس، شاهزاده‌نشین انطاکیه و کنت‌نشین ادسا را پایه‌ریزی کردند که با آرمان‌های مذهب شرقی امپراتوری بیزانس منافات داشت. آنان خواستار بازگردانی سرزمین‌هایی بودند که مسلمانان از آنان گرفته‌بودند، ولی اکنون بیشترشان به دست لاتین‌های کاتولیک افتاده‌بود. پس از تصرف اورشلیم، بیشتر صلیبیون به خانه‌هایشان بازگشتند که باعث شد پادشاهی صلیبی در طول جنگ صلیبی دوم و سوم در مقابل مسلمانان آسیب‌پذیر شود.

### اشعار حماسی صلیبی

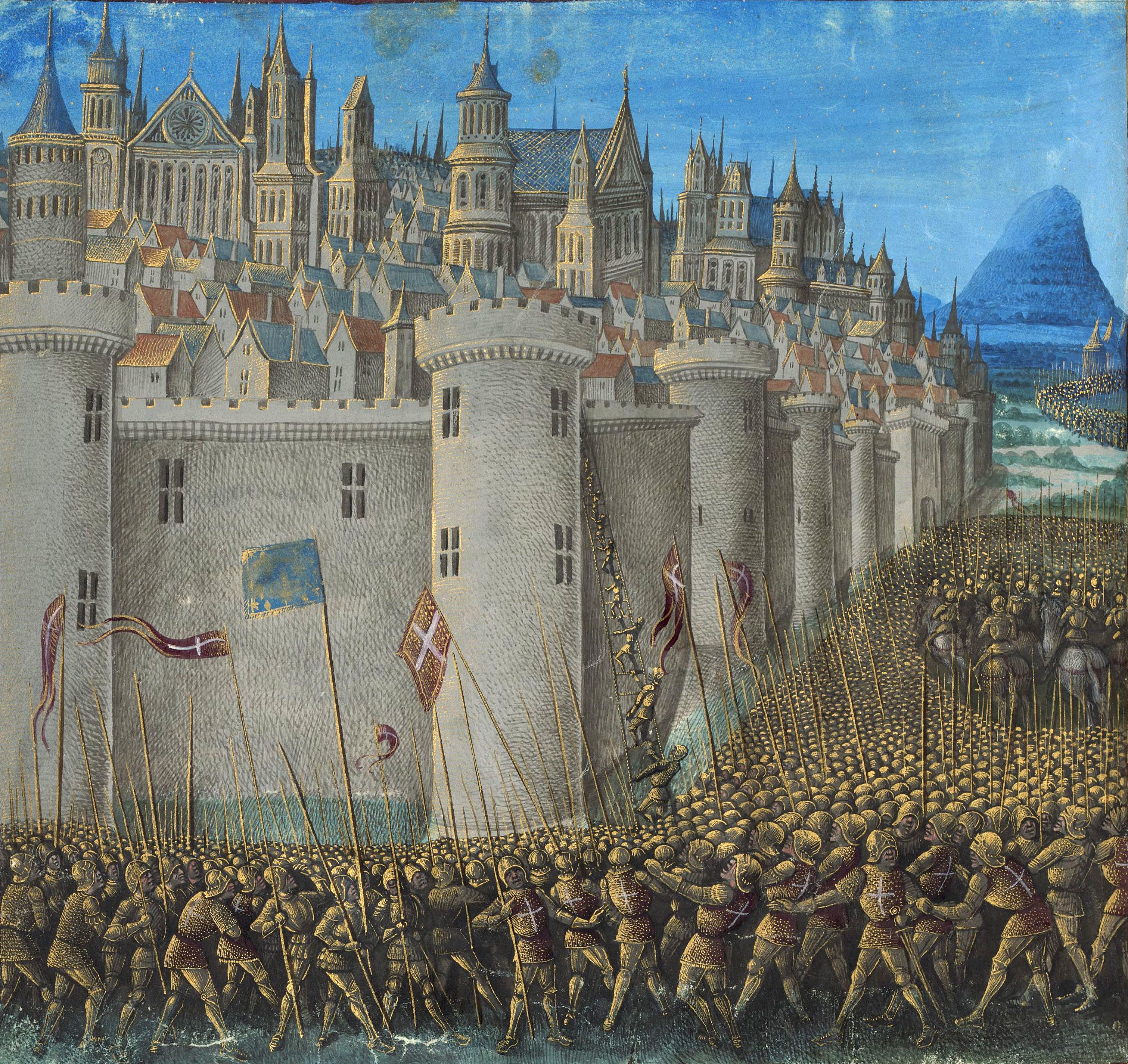
محاصرهٔ انطاکیه، در مینیاتوری مربوط به قرن پانزدهم

اشعار و نوشته‌های منظوم با مضمون‌های حماسی و رمانتیک مردم‌پسند، وقایع مربوط به جنگ‌های صلیبی و حواشی آن را از نگاهی دیگر مورد توجه قرار داده‌اند. در واقع، میراث منظوم برجای مانده از صلیبیون در فرانسه، انگلستان، آلمان، اسکاتلند، اسپانیا، پرتغال و … نیز سهم مهمی در مکتب کلاسیک تاریخ‌نگاری غربی جنگ‌های صلیبی دارند. این آثار افزون بر دربرداشتن اطلاعات تاریخی، اجتماعی و نظامی اروپا و دول صلیبی در اراضی مقدس، بیانگر احساسات تودهٔ مردم همزمان با جنگ‌های صلیبی در اروپا و اراضی مقدس هستند. به بیان دیگر، وقایع مهیج جنگ‌های صلیبی برای غنی ساختن شعر شاعرانی که عمدتاً زاده غرب بودند، مضمون‌هایی شایسته بودند. از جهتی دیگر، ادبیات دول صلیبی در شرق خود فقط شاخه‌ای از ادبیات فرانسه بود. افزون بر آن، رعایای بومی صلیبیون در سرزمین شام نیز ادبیاتی خاص خود را نداشتند. به علاوه، در یونان و قبرس تحت حکمرانی لاتینی‌ها نیز ادبیات یونانی عامه‌پسندی به وجود آمد که بسیار متأثر از ادبیات فرانسه بود. با آنکه جنگ صلیبی چه در زبان لاتین و چه در لهجه‌های محلی شمالی و جنوب فرانسه الهام‌بخش چند شعر حماسی شد، ولی جنبهٔ ادبی این اشعار بر ارزش تاریخی‌شان برتری دارد. اشعار شاعرانی نظیر جفری لمبارد، ژوزف اکستر و گونتر آوبال به لحاظ ادبی قابل ملاحظه‌اند، ولی از نظر تاریخی ارزشی ندارند.
نظم پروانسی ترانه انتیویک یا همان منظومه انطاکیه، منسوب به گریگوری بچادا، از دیگران جالب‌تر و در خود دقتی بیشتر است. به لهجه مردم شمال فرانسه افزون بر نظم بادری، شعر دیگری در دست است که آن نیز به منظومه انطاکیه، اثر گریندر دوئال موسوم است.

## مؤلف
شاعر و گردآورنده سه منظومه تاریخی «منظومه انطاکیه»، «منظومه اورشلیم» یا «فتح اورشلیم» و «منظومه ناچیزان [اسیران مسیحی]» است. از شرح حال وی اطلاع چندانی در دسترس نیست جز آن که وی در قرن ۱۲ میلادی و همزمان با لوئی هفتم، پادشاه فرانسه، زندگی می‌کرده و این سه منظومه بدو منسوب هستند. در واقع گریندر، اطلاعات بسیاری را از برخی وقایع‌نامه‌های جنگ صلیبی همچون گشتا فرانکاروم اقتباس نمود و در ویرایش. تدوین سه منظومهٔ مزبور به کار برد. همچنین، وی برخی از این اشعار حماسی را که به شکل شفاهی بر زبان مردم جاری بود، جمع‌آوری و مکتوب کرد و آنها را بازنگری نمود و به صورت متونی مدون درآورد که امروزه به نخستین سیکل جنگ‌های صلیبی معروف هستند. این سه اثر، شرح منظوم اعمال نخستین لشکرکشی صلیبیون به شرق هستند که عمدتاً با استفاده از اطلاعات و مشاهدات عینی سربازان صلیبی بازگشته به اروپا سروده شده‌اند.

## ویژگی‌ها

### مضمون و محتوا
براساس سطر ۹ هزار و چهارده این منظومه، گریندر مدعی است که منظومه را از شاهدی عینی به نام ریچارد زائر که از جنگجویان لشکر رابرت کنت فلاندرز بود، به دست آورده‌است. همچنین این منظومه به‌طور مشخص با دو منظومه دیگر این سیکل، یعنی منظومه ناچیزان و منظومه یا فتح اورشلیم ــ که آثاری شگفت‌انگیز و خیالی هستند یا داستان‌های هیولاها، آدم‌های خبیث، قهرمان و دوشیزگانی زیبا به پایان می‌رسند ــ متفاوت است. این منظومه، شامل حدود ۹ هزار یا ۱۰ هزار سطر شعر حماسی و مشتمل بر حوادث و رویدادهایی است که در جنگ صلیبی اول به وقوع پیوسته‌اند. این منظومه، پتر زاهد را به عنوان محرک جنگ‌های صلیبی معرفی می‌کند. سپس نحوه جلب نیروهای صلیبی ــ که در پاسخ به درخواست پاپ بعد از مجمع کلرمون بود ــ و سفر آنها به قسطنطنیه و آسیای صغیر را شرح می‌دهد. بعد از آن چگونگی تسخیر نیقیه و دستیابی بر ادسا ــ که قبل از ورود صلیبیون به انطاکیه رخ داد ــ را بیان می‌کند. در واقع، وقایع و حوادث مزبور در عمق اشعار منظومه انطاکیه بیان شده‌اند و با بیان پیروزی مسیحیان در نبرد انطاکیه پر ۱۰۹۸ میلادی، پایان می‌یابد. همچنین در این منظومه به برخی از شخصیت‌های غیرمنتظره شرکت‌کننده در این جنگ همچون تافورس، اشاره می‌شود که رهبر گروه نیمه‌مختار بودند که تحت فرماندهی پادشاه خود، صلیبیون را همراهی می‌کردند.

## منظومه از نگاه متخصصان
متأسفانه هیچ‌یک از مضمون‌های اشعار این منظومه را نمی‌توان به عنوان مدرکی برای جنگ صلیبی اول به کار برد. علت این امر به دو عامل بازمی‌گردد:
1. نخست، بازنگری‌ها و تجدید نگارش این منظومه از سوی گریندر دوئال؛
2. دوم، نخستین نسخه موجود این منظومه که تاریخ آن به نیمه دوم قرن سیزدهم میلادی می‌رسد.

به تعبیر سوزان ادگینتون، با وجود این، منظومه انطاکیه، احتمالاً به عنوان عاملی محرک در تجدید نیروها و سربازگیری در نیمه جنگ صلیبی سوم در حدود سال ۱۱۹۰ میلادی، به کار برده شده و فواید قابل ملاحظه‌ای در این زمینه نصیب صلیبیون نمود. همچنین این منظومه دارای ویژگی‌های زبان‌شناسی منطقه پیکاردی است و از سوی شوالیه‌های و نجیب‌زادگان شمال شرقی فرانسه ــ که اعمال اجدادشان در این اثر مورد تقدیس قرار گرفته‌است ــ از بر خوانده‌اند. به علاوه در منظومه انطاکیه، افکار و عقاید مذهبی و رویاهای برخی کشیشان همزمان با جنگ صلیبی اول و نقش و عملکرد زنان در این دوره نیز بیان شده‌است.

## واژه‌نامه
1. ↑  Geoffrey the Lombard
2. ↑  Joseph of Exeter
3. ↑  Gunther of Basle
4. ↑  Gregory Bechada
5. ↑  Chanson d'Jerusalem
6. ↑  Chanson des Chetifs
7. ↑  First Crusade Cycle

### فهرست منابع
- Asbridge, Thomas (2004). The First Crusade: A New History (به انگلیسی). Oxford.
- Edginton, Susan B. (2006). "Chanson d'Antioche". The Crusades: an encyclopedia (به انگلیسی). illustrated edition. p. 235-236.
- Frankopan, Peter (2012). The First Crusade: The Call from the East (به انگلیسی). Harvard University Press.
- Hindley, Geoffrey (2004). A Brief History of the Crusades: Islam and Christianity in the Struggle for World Supremacy (به انگلیسی). London: Constable & Robinson.
- Holt, Peter M. (1989). The Age of the Crusades: The Near East from the Eleventh Century to 1517 (به انگلیسی). Longman.
- Riley-Smith, Jonathan (2005). The Crusades: A History (به انگلیسی) (دوم ed.). Yale University Press.
- Runciman, Steven (1951). A History of the Crusades (به انگلیسی). Vol. I:The First Crusade and the Foundation of the Kingdom of Jerusalem. Cambridge. (abridged version: The First Crusade, Cambridge (1980), شابک ‎۰−۵۲۱−۲۳۲۵۵−۴).
- Runciman, Steven (1952). A History of the Crusades (به انگلیسی). Vol. II:The Kingdom of Jerusalem and the Frankish East, 1100–1187 (repr. Folio Society, 1994 ed.). Cambridge.
- Tyerman, Christopher (2006). God's War: A New History of the Crusades (به انگلیسی). Belknap Press of Harvard University Press.

- ناصری طاهری، عبدالله (۱۳۹۴). تاریخ جامع جنگ‌های صلیبی؛ پژوهش و تحلیل (۱). قم: پژوهشگاه حوزه و دانشگاه.